# Magik Seven: Live in Los Angeles
Magik Seven: Live in Los Angeles es el séptimo álbum de la serie Magik, producida por el DJ y compositor Holandés, Tiësto.
Fue publicado el 17 de mayo de 2001 bajo el sello discográfico de Tiësto, Black Hole Recordings. Junto con Magik Six. Live in Amsterdam, fueron las dos únicas recopilaciones de la serie con formato en vivo.

## Lista de canciones
| N.º | Título                                    | Música                  | Duración |  |
| 1.  | «People Want to be Needed»                | Auranaut                | 7:44     |  |
| 2.  | «Come Along!» (Chrome Remix)              | Ballroom                | 5:52     |  |
| 3.  | «The Prophet»                             | CJ Bolland              | 5:37     |  |
| 4.  | «Flight 643»                              | DJ Tiësto               | 5:31     |  |
| 6.  | «Industry»                                | The Green Martian       | 4:06     |  |
| 7.  | «Open Your Eyes» (Original Insigma Mix)   | Insigma                 | 5:51     |  |
| 8.  | «Flesh» (DJ Tiësto Mix)                   | Jan Johnston            | 6:10     |  |
| 9.  | «Sunrise at Palamos»                      | M.I.K.E                 | 4:20     |  |
| 10. | «Bass Control»                            | Mario Piu               | 4:13     |  |
| 11. | «Moonshine»                               | Planisphere             | 6:19     |  |
| 12. | «Strange World» (2000 Remake)             | Push                    | 4:15     |  |
| 13. | «Stringer»                                | Riva                    | 5:15     |  |
| 14. | «Das Glockenspiel» (Humate Remix)         | Schiller                | 3:34     |  |
| 15. | «Sunset on Ibiza»                         | Three Drives on a Vinyl | 3:46     |  |
| 16. | «Lost Vagueness» (Oliver Lieb's Main Mix) | Utah Saints             | 4:06     |  |

- Datos: Q2686354